# مسجد المنصور الموحدي
جامع المنصور، أو جامع القصر، أوالجامع الأعظم الأعلى، أو الجامع الكبير، أوالجامع الأعلى، ويعرف كذلك بجامع مولاي اليزيد، هو مسجد بمراكش، المغرب. شيده يعقوب المنصور الموحدي ما بين سنتي (581 هـ -1185 م/586 هـ - 1190 م) وهو متوجه إلى الأندلس في غزوته الشهيرة - غزوة الأراك -، ولما عاد مظفرا سنة 594هـ/1197م وجد الجامع قد تم تشييده على أحسن صورة. يقول بن أبي زرع: إن يعقوب أنفق في بنائه أخماس غنائم الروم.

## داخل المسجد
وقد طرأت على الجامع عدة إصلاحات وترميمات في العهد السعدي والعلوي غيرت من تصميمه الأصلي.أما مساحته فهي: 5052,5 متر مربع (77,50 م × 71 م).
في قاعة الصلاة أحد عشر بلاطا تعامد حائط القبلة، لكن عرضها إنما هو ثلاث سقائف، آخرها على هيئة البلاط، تعلوها ثلاث قباب بمقرنصات: واحدة أمام المحراب، والأخريان عن يمين المحراب وعن شماله، وما تبقى من الساحة صحن عظيم.ويحيط بذلك ساباط في عرض البلاط كانت تفضي إليه الأبواب في الأصل. وأعجب من ذلك أن على الجهتين الشرقية والغربية على بعد بلاطين من الساباط المحيطة بالجامع صفين من العقود يخترقان ساحة الجامع من بيت الصلاة إلى الباب الشمالي، فتحصل في كل صف منهما صحنان جانبيان، ينقسم كل واحد منهما قسمين متساويين، يفصل بينهما ساباط معترض هو ممشى مسقف يمتد من هذا الصف من العقود إلى آخر الأبواب الجانبية، فيكون حول الصحن الأوسط الكبير أربعة صحون صغار مكشوفة مثله. وفي هذا المجموع كله صهاريج كثيرة: صهريجان في الصحن الرئيسي، وصهريج في كل واحد من الصحنين الصغيرين القريبين من بيت الصلاة.
أما واجهة المسجد فعلى قدر من الضخامة، تتوجها شرفات مسننة، وهي مقسمة على عدد البلاطات بداخل الجامع، وذلك بإبراز انكسار أقواسه، وتحيط بهذه الأقواس أعمدة مثقلة بالنقوش.
وللجامع الحالي أربعة أبواب عمومية: واحد على الجهة الشمالية قبالة المحراب، وثلاثة على الجهة الغربية. مع أن المراجع تشير إلى أن الجامع كان يتوفر على سبعة أبواب. يقول ابن أبي زرع وصنعوا للجامع سبعة أبواب على عدد أبواب جهنم، فلما دخله أمير المومنين أعجبه وسر به، فسأل عن عدة أبوابه، فقيل له أنها سبعة، والباب الذي يدخل منه أمير المومنين هو الثامن، فقال عند ذلك: لا بأس بالغالي إذا قيل حسن وفرح به غاية.
محراب الجامع: المحراب واسع وعريض، يقوم على أربعة أعمدة من اليشب، [حجر كريم مختلف الألوان] تعلوها تيجان أموية بديعة، وبه أربعة أعمدة أخرى منتصفة تحمل الإطار الفخم للقوس، عليها تيجان مثلها تحمل أطار العقد ولوحة المحراب، والإطار غاية في الفخامة.وعلى كل واحد من البابين القريبين - باب المنبر وباب الإمام - أربعة أعمدة أخرى بجانبيهما، فهذه اثنا عشر عمودا. وتسم التيجان الأموية الإثنا عشر هذا المجموع بميسم أندلسي. ومشكاة المحراب داخلة في عمق جدار القبلة نقشت عليه كتابة دارجة تمتد على قدر قامة الرجل.
المنبر: كان المنبر عبارة عن قطعة أثاثية جليلة، وهو أقل مهابة وضخامة من منبر الكتبية. فهو بما فيه من البساطة، وزخارفه الزهرية، وطلاوة فسيفسائه مفخرة..
المئذنة: شيدت في الركن الشمالي الغربي من الجامع، مربعة القاعدة ضلعها 8.80 م، ملساء إلى حدود سقف الجامع، وما فوق ذلك مزخرف إلى القمة، حيث إفريز من الخزف المزخرف يسطع نورا، تحفه عصابتان أفقيتان. ولبست كلها بزخرف متشابك فاخر، على كل جهة ثلاثة عقود مفصصة، تقوم على أعمدة وتيجان مزخرفة، وتحيط بثلاث نوافذ مصطفة في خط واحد، وتتشابك امتدادات هذه العقود مع شرائط مثلها مفصصة تنشأ من صف ثان من سويريات زخرفية موضوعة فوق الأولى بين مداميك العقود، وينتهي تشابكها عند عصابة الزليج.
يقول الوزان مسجد في غاية الجمال والعظمة، تعلوه صومعة متناهية الجمال، وفي أعلاه ركز عمود من حديد فيه ثلاث تفاحات من ذهب أكبرها السفلي، وأصغرها العليا، وقد أراد كثير من الملوك أن يزيلوا هذه التفاحات وصكها نقدا عندما اشتدت حاجياتهم إلى المال، لكنهم في كل مرة تحدث لهم حادثة غريبة تلزمهم بتركها، حتى أنهم تطيروا من مسها].
وفي سنة 981 هـ/1573 م وقع انفجار بجامع القصبة سببه كما جاء في أعلام التعارجي كان بقصبة مراكش جماعة من أسارى النصارى من لدن أيام أبي العباس الأعرج وأخيه أبي عبد الله الشيخ، فرأوا الحجم الغفير من أعيان المسلمين وأهل الدولة يحضرون كل جمعة للصلاة مع السلطان بجامع المنصور من القصبة المذكورة، فحدثتهم نفسهم بأن يصنعوا مكيدة يهلكون بها السلطان ومن معه، فحفروا في خفية تحت الجامع حفرة ملأوها بالبارود ووضعوا فيها فتيلا تسري فيه النار على مهل كي ينقلب الجامع بأهله وقت الصلاة، فنفطت المينا وانهدمت بها القبة الواسعة من الجامع المذكور، وانشق منارها شقا كبيرا لازال ماثلا إلى الآن] .
وممن جدد الجامع السلطان سيدي محمد بن عبد الله، ثم السلطان مولاي عبد الرحمان.

### من بويع بالمسجد
- الخليفة إدريس [المامون] بن يعقوب [المنصور] الموحدي [ت 629 هـ/1231 م]، بويع بالجامع بعد صلاة العصر من يوم الأربعاء 28 شوال 624 هـ الموافق 13 غشت 1227م .

الخليفة عمر [المرتضى] بن إسحاق الموحدي [ت665هـ/1266م] أخذت له البيعة بالجامع يوم الأربعاء غرة ربيع الأول من سنة 646هـ الموافق 24 يونيه 1248م.
- إدريس بن محمد بن عمر الملقب بأبي دبوس: [ت667هـ/1268م]، بويع يوم الأحد 23 محرم سنة 665هـ موافق 24 أكتوبر 1266م].
- يحيى بن محمد الناصر بن يعقوب [ت633هـ/1236م] بويع له وهو شاب غر وسنه يومئذ كانت 16 سنة، بعد صلاة العصر من يوم الاثنين 28 شوال سنة 624هـ 11 أكتوبر 1227م.
- محمد بن عبد الله: بويع بفاس إثر الفراغ من دفن والده سوم الاثنين 8 نونبر 1757م وهو يومئذ بمراكش، ووجهت البيعة من فاس إلى مراكش وقرئت على منبر جامع المنصور بالقصبة.
- سب المهدي بن تومرت: لما دخل المامون الموحدي مراكش كان أول ما صنع هو سب المهدي بن تومرت على منبر جامع المنصور.وبعد أيام جمع رؤساء الموحدين وقطع منهم نحو أربعة آلاف رأس.

من خطباء وأئمة الجامع:
عيسى بن عبد العزيز بن يلبخت الجز ولي: [ت607هـ/1210م]. أول خطيب للجامع الأعظم. ولما حضرت المنصور الوفاة عهد أن يتولى غسله أبو موسى الجزولي تبركا به.
- محمد شقرون بن هبة الله الوجديجي التلمساني: خطيب الجامع بعد انتقاله من جامع الكتبية.
- الشيخ الصالح إبراهيم الشريف [ت 769هـ/1367م]، خطيب الجامع.
- محمد بن عبد المنعم الحامدي: [ت978هـ/1570م] إمام الجامع.

أحمد بن علي بن مسعود الشاطبي: خطيب الجامع، كان حيا سنة 999هـ/1590م.
- أبو القاسم بن علي الشاطبي: [ت 1002هـ/1593م] كان خطيبا ومدرسا بالجامع، يقرأ صحيح البخاري بين يدي أحمد المنصور الذهبي. وقاضي الجماعة.
- أحمد بن أبي القاسم بن علي الشاطبي: [كان حيا سنة 1010هـ/1601م]، خطيب الجامع.
- محمد المطيع بن محمد العباسي: [ت1295هـ/1878م] قاضي الجماعة ومفتي الحضرة. خطب بالجامع ثم انتقل إلى جامع ابن يوسف.

علي بن الفاضل بن مريدة السرغيني: [ت 1303هـ/1885م]، خطيب الجامع، وإمام الضريح العباسي.
- محمد بن علي العد لوني الدمناتي: [ت1306هـ/1888م] خطيب ومدرس بالجامع.

موقتو الجامع:
- علي بن أحمد السلوي الصنهاجي [ت995هـ/1586م]
- محمد بن بوسلهام الخلطي البخاري [1345هـ/1926م]. كان يقوم بتعليم الحساب والتوقيت لاثني عشر طالبا أبناء الجيش بجامع المنصور عام 1316هـ/1898م. كما عين بظهير عزيزي مؤقتا بمنار جامع المنصور.
- محمد الأشخم: هو الذي سطر الرخامة الشمسية بجامع المنصور. كان أيام السلطان محمد بن عبد الرحمان، وكان يسكن بحي القنارية.
- أمير يدرس بالجامع: كان الأمير مولاي العباس بن المولى عبد الرحمان العلوي [ت 1296هـ/1878م] يدرس العلم بالجامع، وأمر والده طلبة العلم بالحضور في مجلسه.